# Waldemar Young
Waldemar Young est un scénariste américain né le 1er juillet 1878 à Salt Lake City, Utah (États-Unis), mort le 30 août 1938 à Hollywood (Californie).

## Filmographie partielle
- 1918 : Fast Company de Lynn Reynolds
- 1919 : The Petal on the Current de Tod Browning
- 1919 : Les Blés d'or (The Unpainted Woman) de Tod Browning
- 1919 : L'Empreinte (The Fire Flingers) de Rupert Julian
- 1920 : Rêve et Réalité (Suds) de John Francis Dillon
- 1920 : The Girl in the Web de Robert Thornby
- 1921 : The Off-Shore Pirate
- 1921 : Experience
- 1921 : Cappy Ricks
- 1921 : A Prince There Was
- 1922 : Notre premier citoyen (en) d'Alfred E. Green
- 1922 : If You Believe It, It's So
- 1922 : Sur les sables brûlants (Burning Sands) de George Melford
- 1923 : Salomy Jane
- 1923 : Java Head
- 1924 : The Hill Billy
- 1924 : Poisoned Paradise de Louis Gasnier
- 1924 : Dorothy Vernon (Dorothy Vernon of Haddon Hall)
- 1925 : La Rançon (The Great Divide) de Reginald Barker
- 1925 : Le Club des trois (The Unholy Three)
- 1925 : La Sorcière (The Mystic)
- 1926 : L'Oiseau noir (The Backbird)
- 1926 : The Flaming Forest
- 1927 : La Morsure (The Show)
- 1927 : Women Love Diamonds
- 1927 : Londres après minuit (London After Midnight)
- 1928 : À l'ouest de Zanzibar (West of Zanzibar)
- 1928 : La Piste de 98 (The Trail of '98)
- 1928 : Le Loup de soie noire (The Big City) de Tod Browning
- 1929 : Loin vers l'est (Where East is East)
- 1929 : When Caesar Ran a Newspaper
- 1929 : Sally
- 1930 : Ladies Love Brutes
- 1930 : The Girl of the Golden West
- 1931 : Chances
- 1931 : Penrod and Sam
- 1931 : Compromised
- 1932 : The Miracle Man
- 1932 : Sinners in the Sun
- 1932 : Aimez-moi ce soir (Love Me Tonight)
- 1932 : Le Signe de la croix (The Sign of the Cross)
- 1932 : L'Île du docteur Moreau (Island of Lost Souls)
- 1933 : Monsieur Bébé (A Bedtime Story) de Norman Taurog
- 1934 : Les Hommes en blanc (Men in White), de Richard Boleslawski
- 1934 : Cléopâtre (Cleopatra)
- 1935 : Les Trois Lanciers du Bengale (The Lives of a Bengal Lancer)
- 1935 : Les Croisades (The Crusades)
- 1935 : Peter Ibbetson
- 1936 : Désir (Desire)
- 1936 : Poppy
- 1936 : Une aventure de Buffalo Bill (The Plainsman) de Cecil B. DeMille
- 1938 : Man-Proof de Richard Thorpe
- 1938 :  Pilote d'essai (Test Pilot) de Victor Fleming